# 林転入門入
林 轉入門入（はやし てんにゅうもんにゅう、1730年（享保15年）頃 - 1757年11月4日（宝暦7年9月23日））は、江戸時代の囲碁棋士で、家元林家七世林門入。六世林門利門入の実子で、元の名は林轉入、七段上手。御城碁6局を勤めた。七世井上春達因碩は従兄にあたる。
1746年（延享3年）に父門利の死により16歳で林家を相続して七世林門入となり、井上春碩因碩の家に同居して教えを受けた。1750年（寛延3年）から御城碁に出仕。
1756年（宝暦6年）に本因坊察元が七段昇段を望んだ際、安井春哲仙角はこれを認めたが、井上春碩因碩と門入は、門入と井上家跡目春達もともに六段だったために同時昇段を盾にした。しかし察元はこの時まで門入と6戦して5勝であるとし、さらに翌1757年争碁を迫って、因碩と門入は察元の昇段を認めた。門入は同年27歳で、跡目を定めないままで没。法名は眞覺轉入信士。本因坊道知門下の井田道祐の長子祐元が跡式相続して林家を継いだ。

## 御城碁成績
- 1750年（寛延3年）二子ジゴ 本因坊伯元
- 1751年（宝暦元年）二子1目勝 安井春哲仙角
- 1752年（宝暦2年）ジゴ 井上春碩因碩
- 1753年（宝暦3年）先番2目勝 安井仙哲
- 1754年（宝暦4年）先番ジゴ 安井春哲仙角
- 1755年（宝暦5年）白番2目負 安井仙哲